# Marian Sobolewski (franciszkanin)
Marian Sobolewski, OFMConv. (ur. ok. 1865, zm. 10 stycznia 1922 w Krakowie) – polski franciszkanin konwentualny, prezbiter, postulator, prowincjał.

## Życiorys
Urodził się około 1865. Wstąpił do zakonu franciszkanów (Zakon Braci Mniejszych Konwentualnych), a w 1888 otrzymał sakrament święceń kapłańskich. Następnie wyjechał na studia do Rzymu, gdzie uzyskał stopień doktora z filozofii i teologii. Później powrócił na ziemie polskie i był wykładowcą w zakonnym seminarium, a w 1896 został magistrem kleryków. Niedługo potem ponownie udał się do Rzymu, obejmując w Kurii Rzymskiej funkcję postulatora świętych (wypełniał tę rolę np. przy procesie kanonizacyjnym Świętej Kingi). Później został tam mianowany prokuratorem generalnym całego zakonu franciszkańskiego. Dzięki niemu kościół franciszkanów w Krakowie otrzymał tytuł bazyliki. Po kilku latach powrócił na teren polski i ponownie był profesorem seminaryjnym. W 1914 został wybrany na urząd prowincjała (przełożonego) polskiej prowincji oo. franciszkanów. W 1918 został zwolniony z tej funkcji z uwagi na stan zdrowia, po czym został gwardianem (przełożonym) w klasztorze w Krakowie. Został mianowany przez biskupów polskich wizytatorem klasztorów.
Zmarł 10 stycznia 1922 w Krakowie. Pogrzeb odbył się w tym mieście 10 stycznia 1922, a uroczystościom przewodniczył bp Anatol Nowak.
W kościele franciszkanów w Krakowie zostało ustanowione epitafium upamiętniające o. Mariana.